# McDia Feliz

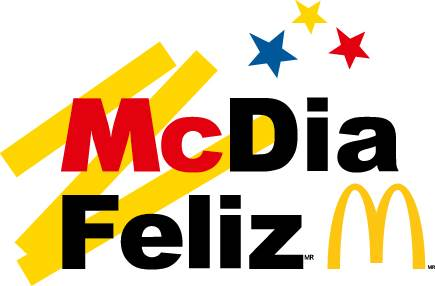
Logo atual do McDia Feliz, usado desde 2009

O McDia Feliz é o principal evento comunitário da rede McDonald’s, em que a renda líquida dos sanduíches Big Mac é redirecionada para cerca de 60 instituições de combate ao câncer infanto-juvenil na maioria dos estados brasileiros e no Distrito Federal desde 1988. A partir de 2018, a campanha também destina 20% dos recursos ao Instituto Ayrton Senna. A campanha foi criada no Canadá em 1977 e é realizado em cerca de dez países de maneira similar.
O evento é sempre realizado no final de agosto (geralmente no penúltimo sábado), contando com a mobilização voluntária de mais de 1,5 milhão de cidadãos que compram os sanduíches e souvenirs, artistas, personalidades, e os mais de 30 mil funcionários da rede McDonald's.

## História
Em 28 de novembro de 1988, a loja do McDonald's da Avenida Paulista, em São Paulo, segunda da empresa no país, realizou sozinha a primeira edição do McDia Feliz, impulsada pelo Dr. Vicente Odone, que conheceu a Casa Ronald McDonald de Memphis em 1980, quando trabalhou na St. Jude Children's Research Hospital, o melhor hospital pediátrico do mundo. O médico pediátrico convenceu Gregory Ryan, dono da Retsco, responsável pelas lojas McDonald's em São Paulo e na região sul à época, para que fosse feito a campanha que o empresário já conhecia, por ter nascido nos Estados Unidos A arrecadação foi de Cz$ 562.621 para a Ação Social de São Paulo, entidade que viabilizava os transplantes autólogos de medula no Instituto da Criança do Hospital das Clínicas da FMUSP. Em 1989, o McDIa Feliz foi feito apenas no Rio de Janeiro, já que nesse estado e nas regiões Centro-Oeste, Norte e Nordeste, a empresa que operava as franquias McDonald's à época era a Realco de Peter Rodenbeck. Foram arrecadados US$ 150 mil para a Casa do Hemofílico. Betinho foi o artista que impulsou a campanha na cidade maravilhosa, sendo considerado o primeiro padrinho da história da campanha. Em 1990, o McDia Feliz uniu os dois empresários responsáveis pelo McDonald's no Brasil, com a decisão de que, a partir daquele ano, todo o dinheiro arrecadado iria pelo combate ao câncer infanto-juvenil. A campanha foi feita pela primeira vez em âmbito nacional, beneficiando a Associação Paranaense de Apoio à Criança com Neoplasia e o Hospital Mario Kreuff. 
Em 1991, Francisco e Sônia Neves eram voluntários do Instituto Nacional do Câncer (Inca). Eles foram pais de Marquinhos Neves, que lutava contra a leucemia naquele hospital no final da década de 1980. A tentativa de salvar a vida do filho era o transplante de medula não aparentado, ou seja, quando o doador não é da família. No entanto, não havia tecnologia no Brasil para fazer essa operação, pelo qual, a família Neves fez uma campanha na qual juntaram os recursos para levarem o filho ao Memorial Hospital de Nova Iorque. Ali, eles conheceram a Casa Ronald McDonald, que os abrigou até a morte do filho, no dia 31 de janeiro de 1990. Na coletiva de imprensa do McDia Feliz 1991, Francisco peguntou a Peter Rodenbeck porque ainda não havia uma Casa Ronald McDonald no Brasil. Peter perguntou se ele conhecia a Casa, e foi firmado o compromisso de construir, com os recursos da campanha do ano seguinte, a primeira Casa Ronald McDonald do país. Mas o ano seguinte foi 1992, e com crise política e econômica que derrubou o governo Collor, o McDia Feliz para a construção da casa de apoio foi adiado para 1993.
Em 24 de outubro de 1994, dia do aniversário de 20 anos da primeira Casa Ronald McDonald no mundo, localizada na Filadélfia, nos EUA, a primeira filial da América Latina da entidade foi inaugurada, e Francisco foi empossado presidente da casa de apoio. Em 1999, foi fundado o Instituto Ronald McDonald no Brasil pelo franqueado do McDonald's Ronald Monteiro, e Francisco saiu da presidência da Casa para ser presidente do instituto, cargo que ocupa até hoje. A partir de 1995, foi decido que o McDia Feliz seria realizado todo penúltimo sábado de agosto. Até 2002 a campanha ocorreu nesta data, e em 2019 voltou a ser feita nesse dia. Em 2003 a iniciativa ocorreu no antepenúltimo sábado de agosto, e em 2004 e 2020 ocorreu em novembro. De 2005 a 2018, o McDia Feliz foi realizado no último sábado de agosto. Em 2021, a campanha será realizada pela primeira vez no mês de outubro, no mesmo sábado do Teleton, outra grande campanha anual de arrecadação de fundos.
Os resultados de 32 anos de campanha são visíveis: sete Casas Ronald McDonald (Belém, Campinas, Jaú, Rio de Janeiro, Santo André e duas em São Paulo, nos bairros de Itaquera e Moema) e seis Espaços da Família Ronald McDonald (Barretos, Brasília, Cuiabá, Curitiba, São Paulo e Sorocaba) funcionam no pais. Além disso, o Instituto Ronald McDonald repassa recursos a outras 25 casas de apoio, 12 instituições e 17 hospitais. O objetivo do McDia Feliz é elevar o índice de cura do câncer infanto-juvenil, e esse objetivo vem sendo alcançado. Na década de 1990 as chances de cura eram de apenas 15%. Hoje, já chegam a 64%. A meta para os próximos anos é chegar ao patamar dos países desenvolvidos, onde a chance de cura é de 85%, porque mesmo com os avanços, no Brasil a primeira causa de morte por doença em crianças e jovens de 1 a 19 anos continua sendo o câncer.

### McDonald's e sua relação com o McDia Feliz
A relação do McDonald's com o McDia Feliz, entre 2001 e 2017, era de patrocinador da campanha e não de promotor, como ocorreu nos primeiros anos da iniciativa. Neste tempo, o Instituto Ronald McDonald ficou encarregada da organização da campanha, tendo o apoio de diversas empresas. Entretanto, em 2018, como celebração dos 30 anos da campanha, uma parceria foi formada entre o McDonald's e o Instituto Ayrton Senna, para que 20% dos recursos doados a partir deste ano seja destinada ao combate contra o desemprego juvenil, o que faz com que a realização da campanha seja compartilhada entre o McDonald's e os dois institutos beneficiados. Desde sua fundação, o Instituto Ronald McDonald é considerado o braço social da McDonald's, mas esta entidade tem autonomia sobre o trabalho da rede de lojas de fast food, e presta contas a Ronald McDonald House Charities, a sede mundial da entidade nos EUA.

## Arrecadação
| Ano  | Data                                   | Arrecadado                             |
| ---- | -------------------------------------- | -------------------------------------- |
| 1988 | 28 de novembro                         | Cz$ 562.621                            |
| 1989 |                                        | US$ 150.000                            |
| 1990 |                                        |                                        |
| 1991 |                                        | US$ 335.931                            |
| 1992 | Cancelado pela crise do governo Collor | Cancelado pela crise do governo Collor |
| 1993 |                                        |                                        |
| 1994 |                                        |                                        |
| 1995 | 26 de agosto                           | R$ 1.200.000                           |
| 1996 | 24 de agosto                           | R$ 1.700.000                           |
| 1997 | 23 de agosto                           | R$ 2.363.000                           |
| 1998 | 22 de agosto                           | R$ 3.190.000                           |
| 1999 | 21 de agosto                           | R$ 4.701.532                           |
| 2000 | 19 de agosto                           | R$ 5.600.870                           |
| 2001 | 18 de agosto                           | R$ 6.718.841                           |
| 2002 | 24 de agosto                           | R$ 7.445.657                           |
| 2003 | 16 de agosto                           | R$ 7.032.113                           |
| 2004 | 13 de novembro                         | R$ 6.279.526                           |
| 2005 | 27 de agosto                           | R$ 8.618.578                           |
| 2006 | 26 de agosto                           | R$ 9.400.110                           |
| 2007 | 25 de agosto                           | R$ 10.179.769                          |
| 2008 | 30 de agosto                           | R$ 11.524.268                          |
| 2009 | 29 de agosto                           | R$ 11.661.422                          |
| 2010 | 28 de agosto                           | R$ 13.004.018                          |
| 2011 | 27 de agosto                           | R$ 17.364.015                          |
| 2012 | 25 de agosto                           | R$ 18.354.262                          |
| 2013 | 31 de agosto                           | R$ 20.565.185                          |
| 2014 | 30 de agosto                           | R$ 22.482.900                          |
| 2015 | 29 de agosto                           | R$ 22.114.008                          |
| 2016 | 27 de agosto                           | R$ 23.131.174                          |
| 2017 | 26 de agosto                           | R$ 25.352.836                          |
| 2018 | 25 de agosto                           | R$ 24.641.793                          |
| 2019 | 24 de agosto                           | R$ 24.300.000                          |
| 2020 | 21 de novembro                         | R$ 19.800.000                          |
| 2021 | 23 de outubro                          | R$ 22.500.000                          |